# Râul Valea Săbii
Râul Valea Săbii este un curs de apă, afluent al râului Sălăuța. 